# 棒たおし!
『棒たおし!』（ぼうたおし）は、2003年に公開された日本映画。
競技の棒倒しに青春を掛ける高校生たちの姿を描いた青春映画。4人組アイドルLead主演。

## あらすじ
普通の高校生の高山次雄はある日、いたずらでポールに登った姿を久永勇に見られてしまう。棒倒しの才能があると言われ、競技に出る羽目になるが……。

## スタッフ
- 監督：前田哲
- 脚本：松本稔
- 撮影：高瀬比呂志
- 編集：日下部元孝
- 音楽：谷川賢作
- スーパーバイザー：平哲夫
- 製作委員会メンバー：ポニーキャニオン、日本スカイウェイ、イエス・ビジョンズ、東京テアトル、パル企画
- 配給：東京テアトル、パル企画

## キャスト
- 高山次雄：谷内伸也（Lead）
- 久永勇：金子恭平（FLAME）
- 田渕篤：鍵本輝（Lead）
- 須藤学：古屋敬多（Lead）
- 赤坂亨：中土居宏宜（Lead）
- 紺野小百合：平愛梨
- 高山周一郎：平田満
- 高山弓子：松田美由紀
- 高山美樹：滝裕可里
- 石垣幸太郎：三浦友和
- 看護婦：沢詩奈々子（MAX、特別出演）
- MC：北村悠（FLAME、友情出演）
- クラスメイト:小林且弥